# 科爾帕山
14°46′6″S 72°28′10″W / 14.76833°S 72.46944°W
科爾帕山（Qullpa），是秘魯的山峰，位於該國南部阿雷基帕大區的拉烏尼翁省和庫斯科大區的瓊比維卡省，屬於安第斯山脈的一部分，處於庫爾帕庫喬山和米納斯尼約克山西北面，海拔高度約5,100米。